# Airport City (jeu vidéo)
Airport City est un free-to-play de type city-builder et simulation. Le jeu est développé et édité par Game Insight. Airport City a été lancé pour la première fois sur la plateforme de médias sociaux Facebook. Le jeu est sorti pour Google Play le 11 février 2012 et pour iOS le 16 août 2012, suivi par Amazon Appstore le 26 octobre 2012, et Microsoft Windows le 3 avril 2014. Le jeu propose un jeu multiplateforme mobile, permettant aux joueurs sur n'importe quel appareil pris en charge de coopérer et de rivaliser les uns avec les autres.
En septembre 2019, Game Insight avait signalé plus de 75 millions de joueurs enregistrés à Airport City dans le monde sur toutes les plateformes.

## Gameplay
Airport City charge le joueur d'agrandir un petit aéroport en un aéroport majeur, tout en développant une ville voisine pour soutenir les opérations aéroportuaires avec les passagers des immeubles résidentiels et les taxes des propriétés commerciales.
À mesure que la ville et l'aéroport se développent, le programme spatial devient disponible, ce qui met le joueur au défi de lancer des missions spatiales en solo ou avec d'autres joueurs. Les alliances aériennes que les joueurs peuvent créer pour accomplir des missions avec les membres de l'équipe et rivaliser avec d'autres alliances constituent une autre activité de groupe. Le nouveau contenu du jeu implique l'ajout de nouveaux avions, bâtiments, destinations et objets de collection à rapporter de ces vols, sous la forme de packs d'extension ou d'événements spéciaux à durée limitée publiés environ tous les mois.
Les événements saisonniers reflètent des événements du monde réel, tels que Halloween, Noël et Pâques, ou fictifs, comme un crash d'OVNI atterrissant près de la ville ou vaguement basés sur les événements du roman Les Aventures d'Alice au pays des merveilles.

## Accueil

### Réponse critique
Ian Morris, de Pocket-lint qualifié Airport City de « jeu le plus stupide et le plus ennuyeux auquel nous ayons jamais joué sur Android » qui réussit à créer une dépendance avec quelque chose à faire tout le temps, et « parfaitement possible et agréable » à jouer. gratuit malgré son caractère répétitif. Pete Davison, écrivant pour l'Adweek a qualifié Airport City de « jeu solide avec une profondeur décente », tout en soulignant que le jeu a peu de défauts qui gâchent l'expérience, comme l'absence de jeu multiplateforme entre Facebook et les versions mobiles.
Valerie Lauer, d'Android Apps Review attribué au jeu une note de 4/5, louant les graphismes pour une grande quantité de détails et le qualifiant de « parfait pour les fans du genre constructeur ou les passionnés d'avion » avec le « gameplay équilibré et la combinaison unique de idées ».
Modojo a noté Airport City 4/5, louant son économie, ses destinations réelles et son offre « infinie » de missions, tout en lui reprochant d'être « difficile à avancer sans dépenser de l'argent ». Leif Johnson de Gamezebo sur la version du jeu Facebook a donné une note inférieure de 3/5 et a appuyé cette opinion, déclarant que « Airport City n'est pas un mauvais jeu au fond ; il en demande simplement un peu trop pour ce qui revient à un modèle trop familier avec un gadget de niche ». Jon Mundy de Pocket Gamer a trouvé que le jeu est « tout sur la logistique de la mise en place d'un aéroport opérationnel » avec un tapis roulant sans fin de mises à niveau, tout en notant que l'expansion du terrain est « plutôt chère et testera votre attachement au jeu ». CNET a noté Airport City 4/5 dans son examen et a remarqué qu'il « emprunte beaucoup d'indices à la série de jeux Les Sims tout en se sentant suffisamment différent pour vous garder intéressé ».

### Ventes et base de joueurs
Airport City a atteint 1,6 million de joueurs actifs sur Facebook en octobre 2011. En novembre 2018, la version Facebook comptait 800000 joueurs actifs. Après sa sortie sur Android en février 2012, Airport City a eu 1 million d'installations le mois suivant, et a été parmi les applications les plus rentables d'Android pendant plusieurs mois consécutifs,,. Le jeu a dépassé le tableau hebdomadaire des applications iPad gratuites au Royaume-Uni après sa sortie sur iOS en août 2012. En mars 2014, Game Insight a rapporté qu'Airport City avait atteint 37 millions de joueurs au total et 33 millions de dollars de revenus bruts. L'application a enregistré plus de 10 millions de téléchargements sur le Google Play Store en novembre 2018.